# Parablennius

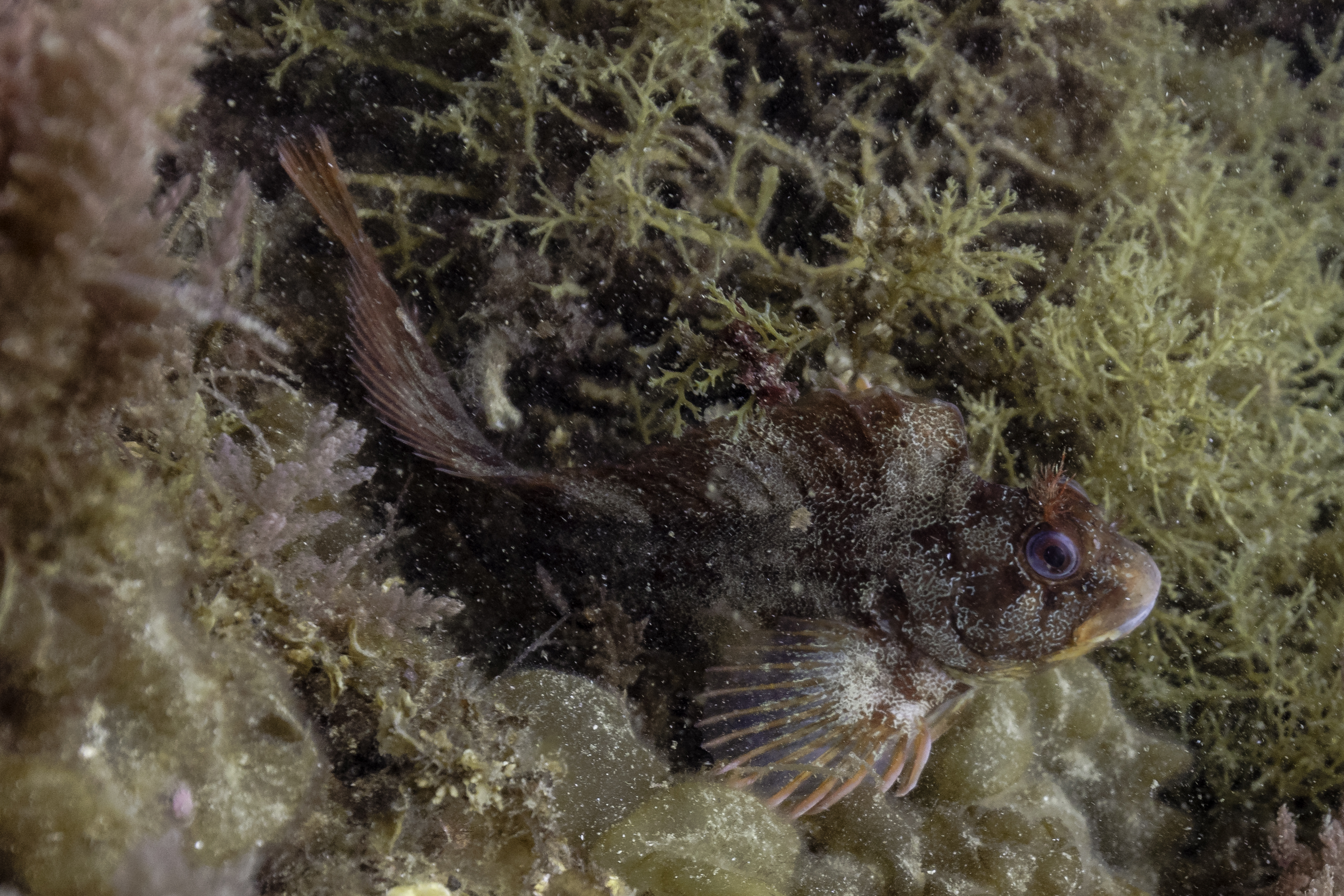
Parablennius gattorugine.

Parablennius es un género de peces perciformes de la familia Blenniidae.

## Especies
Se reconocen las siguientes especies:
- Parablennius cornutus (Linnaeus, 1758) - Blénido cornudo.
- Parablennius cyclops (Rüppell, 1830)
- Parablennius dialloi (Bath, 1990)
- Parablennius gattorugine (Linnaeus, 1758) - Cabruza o rabosa.
- Parablennius goreensis (Valenciennes, 1836)
- Parablennius incognitus (Bath, 1968) - Babosa verde.
- Parablennius intermedius (Ogilby, 1915)
- Parablennius laticlavius (Griffin, 1926)
- Parablennius lodosus (Smith, 1959)
- Parablennius marmoreus (Poey, 1876) - Blénido pintado o blenio marmóreo.
- Parablennius opercularis (Murray, 1887)
- Parablennius parvicornis (Valenciennes, 1836)
- Parablennius pilicornis (Cuvier, 1829) - Moma.
- Parablennius postoculomaculatus (Bath & Hutchins, 1986) - Blénido falso de Tasmania.
- Parablennius rouxi (Cocco, 1833) - Babosa de banda oscura.
- Parablennius ruber (Valenciennes, 1836) - Blénido portugués.
- Parablennius salensis (Bath, 1990)
- Parablennius sanguinolentus (Pallas, 1814) - Lagartina.
- Parablennius serratolineatus (Bath & Hutchins, 1986)
- Parablennius sierraensis (Bath, 1990)
- Parablennius tasmanianus (Richardson, 1842)
- Parablennius tentacularis (Brünnich, 1768) - Vieja.
- Parablennius thysanius (Jordan & Seale, 1907)
- Parablennius verryckeni (Poll, 1959)
- Parablennius yatabei (Jordan & Snyder, 1900)
- Parablennius zvonimiri (Kolombatovic, 1892) - Babosa de bandas.